# عامر حمید
عامر حمید (انگلیسی: Aaamer Hameed؛ زادهٔ ۱۸ ژوئیهٔ ۱۹۶۹) بازیکن کریکت است.او اهل کراچی پاکستان می‌باشد.